# Halálozások 1966-ban
Ez a szócikk az 1966-os évben elhunyt nevezetes személyeket sorolja fel.

## December
| Dátum        | Név         | Foglalkozás / tisztség                                                     | Kor | Forrás |
| ------------ | ----------- | -------------------------------------------------------------------------- | --- | ------ |
| december 15. | Walt Disney | többszörös Oscar-díjas amerikai rajzfilmrendező, producer, forgatókönyvíró | 065 |        |

## November
| Dátum        | Név              | Foglalkozás / tisztség                                | Kor | Forrás |
| ------------ | ---------------- | ----------------------------------------------------- | --- | ------ |
| november 18. | Tardos Béla      | Erkel Ferenc-díjas zeneszerző                         | 056 |        |
| november 16. | Cluny Macpherson | kanadai orvos, az első gázálarc feltalálója           | 087 |        |
| november 15. | William Zorach   | litván-amerikai szobrász, festő, nyomdaművész és író  | 079 |        |
| november 7.  | Török Rezső      | újságíró, regényíró, forgatókönyvíró, színpadi szerző | 070 |        |

## Október
| Dátum       | Név              | Foglalkozás / tisztség                             | Kor | Forrás |
| ----------- | ---------------- | -------------------------------------------------- | --- | ------ |
| október 20. | Harry F. Byrd    | amerikai politikus, szenátor (Virginia, 1933–1965) | 079 |        |
| október 13. | Clifton Webb     | Golden Globe-díjas amerikai színész                | 076 |        |
| október 10. | Charlotte Cooper | brit teniszezőnő, az első női olimpiai bajnok      | 096 |        |

## Szeptember
| Dátum          | Név                 | Foglalkozás / tisztség                                     | Kor | Forrás                                                      |
| -------------- | ------------------- | ---------------------------------------------------------- | --- | ----------------------------------------------------------- |
| szeptember 28. | André Breton        | francia író, esztéta, a szürrealista mozgalom megalapítója | 070 |                                                             |
| szeptember 14. | Nyikolaj Cserkaszov | ötszörös állami díjas és Lenin-díjas szovjet színész       | 063 |                                                             |
| szeptember 8.  | John Taylor         | brit autóversenyző                                         | 033 | Archiválva 2023. január 20-i dátummal a Wayback Machine-ben |

## Augusztus
| Dátum         | Név          | Foglalkozás / tisztség             | Kor | Forrás |
| ------------- | ------------ | ---------------------------------- | --- | ------ |
| augusztus 24. | Lao Sö       | kínai sci-fi- és drámaíró          | 067 |        |
| augusztus 10. | Albert Üksip | észt színész, botanikus, műfordító | 079 |        |

## Július
| Dátum      | Név                        | Foglalkozás / tisztség                                 | Kor | Forrás |
| ---------- | -------------------------- | ------------------------------------------------------ | --- | ------ |
| július 31. | Alexander von Falkenhausen | német tábornok, katonai attasé, világháborús kormányzó | 087 |        |
| július 28. | Jakov Kuldurkajev          | erza költő, író                                        | 071 |        |
| július 5.  | Hevesy György              | Nobel-díjas kémikus, a radioaktivitás kutatója         | 080 |        |

## Június
| Dátum      | Név              | Foglalkozás / tisztség                                           | Kor | Forrás                                                       |
| ---------- | ---------------- | ---------------------------------------------------------------- | --- | ------------------------------------------------------------ |
| június 30. | Giuseppe Farina  | olasz autóversenyző, az első Formula–1-es világbajnok (1950)     | 059 |                                                              |
| június 8.  | Joseph A. Walker | amerikai vadászpilóta, kísérleti fizikus, űrhajós                | 045 | Archiválva 2021. december 6-i dátummal a Wayback Machine-ben |
| június 7.  | Hans Arp         | német festő, költő, szobrász                                     | 079 |                                                              |
| június 5.  | Natacha Rambova  | amerikai jelmez,- és díszlettervező, balett-táncos, egyiptológus | 069 |                                                              |

## Május
| Dátum     | Név         | Foglalkozás / tisztség                         | Kor | Forrás |
| --------- | ----------- | ---------------------------------------------- | --- | ------ |
| május 26. | Tamási Áron | Kossuth-díjas székely író (Ábel a rengetegben) | 068 |        |

## Április
| Dátum       | Név             | Foglalkozás / tisztség                                              | Kor | Forrás |
| ----------- | --------------- | ------------------------------------------------------------------- | --- | ------ |
| április 22. | Mario Vallotto  | olimpiai bajnok (1960) olasz kerékpárversenyző                      | 032 |        |
| április 21. | Josef Dietrich  | német katonatiszt, a Waffen-SS tábornoka, SS-Oberstgruppenführer    | 073 |        |
| április 16. | Jancsó Miklós   | Kossuth-díjas farmakológus, hisztokémikus, fiziológus, az MTA tagja | 062 |        |
| április 13. | Georges Duhamel | francia orvos, író, költő, esszéista                                | 081 |        |

## Március
| Dátum       | Név           | Foglalkozás / tisztség      | Kor | Forrás |
| ----------- | ------------- | --------------------------- | --- | ------ |
| március 10. | Frits Zernike | Nobel-díjas holland fizikus | 077 |        |

## Február
| Dátum       | Név             | Foglalkozás / tisztség                                                | Kor | Forrás |
| ----------- | --------------- | --------------------------------------------------------------------- | --- | ------ |
| február 28. | Charles Bassett | amerikai űrhajós, a légierő századosa                                 | 034 |        |
| február 28. | Elliot See      | amerikai űrhajós                                                      | 038 |        |
| február 20. | Chester Nimitz  | amerikai flottatengernagy, az USA haditengerészetének főparancsnoka   | 080 |        |
| február 15. | Eisemann Mihály | zeneszerző, karmester, zongorista                                     | 067 |        |
| február 1.  | Buster Keaton   | amerikai színész, komikus, filmrendező, filmproducer, forgatókönyvíró | 070 |        |

## Január
| Dátum      | Név           | Foglalkozás / tisztség                       | Kor | Forrás |
| ---------- | ------------- | -------------------------------------------- | --- | ------ |
| január 21. | Müller Sándor | Kossuth-díjas kémikus, az MTA levelező tagja | 062 |        |